# Torstenson (ätt)
Torstenson var en svensk grevlig ätt sprungen ur fältherren Lennart Torstenson.

## Historik
Släktens anfader Lennart Torstenson kom själv från en gren av Forstenasläkten. Han var hövitsman över allt krigsfolk i Västergötland, och stupade 1564 i Norge under det nordiska sjuårskriget. Hans två söner var fältöversten, riksmarsken med mera Anders Lennartsson, som stupade i slaget vid Kirkholm 1605, och slottsloven Torsten Lennartsson (Lindersson) som 1605 tvingades fly landet då han tagit Sigismunds parti i striden mot Hertig Karl. Den sistnämnde fick dock förlåtelse av Gustaf II Adolf och återkom till Sverige där han 1625 på ättens vägnar tog introduktion på Riddarhuset genom lottning under nummer 5 (numera nummer 2). Hans enda son var fältmarskalken Lennart Torstensson som 1647 upphöjdes till greve af Ortala och vars ätt utslocknade på svärdssidan 1727 med hans sonson översten Carl Ulrik Torstenson.

## Kända medlemmar
- Lennart Torstenson (1603–1651), fältmarskalk, överbefälhavare för de svenska trupperna i Tyskland.
- Anders Torstenson (1641–1686), riksråd, generalguvernör i Estland.
- Anders Torstenson (överste) (1676–1709)
- Jacob Torstenson (1678–1715), överste vid Östra skånska infanteriregementet.
- Carl Ulrik Torstenson (1685–1727), överste för Närke-Värmlands regemente, slöt ätten.